# Francisco Labbé
Francisco Javier Labbé Labbé (Vichuquén, 27 de abril de 1897-Santiago, 23 de septiembre de 1981) fue un abogado y político conservador chileno.

## Biografía
Hijo de Nicolás Labbé Arriagada y Zoila Labbé Urzúa. Se casó en 1924, con Olga Gastellu Martínez.
Estudió en el Seminario de Santiago y en la Facultad de Derecho de la Pontificia Universidad Católica de Chile, jurando como abogado en 1921 con la tesis titulada De la reivindicación. Libro II, título XII del Código Civil chileno.
Ejerció como abogado en Santiago, Valdivia y Antofagasta. Fue asesor jurídico de la administración del puerto de Antofagasta y de la Sindicatura de Quiebras en Santiago. Consejero de la compañía de seguros La Cachapoal y de la Caja de Crédito Agrario.
Se dedicó también a labores periodísticas, como director del diario El Osorno y propietario del diario El Comercio de la provincia de O’Higgins, editado en Rengo.
Fue además agricultor, explotando el fundo «Olga» de Rengo, especializado en la fruticultura.

## Trayectoria política
Fue elegido diputado como candidato independiente representando a la 22.ª agrupación departamental de Valdivia, La Unión, Río Bueno y Osorno (1937-1941). Integró la comisión permanente de Constitución, Legislación y Justicia.
Ingresó luego al Partido Conservador y fue reelegido diputado, esta vez representando a la 9.ª agrupación departamental de Rancagua, Cachapoal, Caupolicán y San Vicente (1941-1945). Fue miembro de la comisión permanente de Constitución, Legislación y Justicia.
Fue nuevamente elegido diputado por la 9.ª agrupación electoral (1945-1949), oportunidad en que fue miembro de la comisión permanente de Constitución, Legislación y Justicia. Su último período parlamentario lo obtuvo (1949-1953), formando parte de la comisión permanente de Hacienda.
En 1949 se presentó además a una elección complementaria realizada el 26 de junio por un cupo en el Senado, para llenar la vacante dejada por el senador Miguel Cruchaga Tocornal, quien dejó de existir el 2 de marzo de 1949, pero Labbé fue derrotado por Sergio Fernández Larraín.
Destacado como creador de los proyectos de ley sobre Código de Aguas, Ley de Fertilizantes y Ley de Propiedad.

## Otras actividades
Fue presidente de la Asociación Nacional de Estudiantes Católicos, del Centro de Derecho de la Universidad Católica. Fue miembro de la Junta de Alimentación Popular; secretario general de la Sociedad Mutualista La Unión Nacional y secretario del Primer Congreso Social Obrero.
Fue socio del Colegio de Abogados de Chile; miembro permanente del Colegio de Abogados de Lima; e integrante de la Sociedad Nacional de Agricultura. Fue socio del Club de La Unión, del Club de Tenis de Rancagua, del Centro Vasco y de la Maison de France.